# Менто
Менто е стил в ямайската фолклорна музика, който предшества и силно повлиява ска и реге музиката. Менто се изпълнява преди всичко с акустични музикални инструменти – акустична китара, банджо, барабани и др.
Менто често бива бъркан с калипсо – музикален стил от Тринидад и Тобаго. Въпреки че двата стила са сходни, те са отделни музикални форми, имащи различен произход.
Менто се развива върху музикалните традиции, донесени от африканските роби в Ямайка. Влиянието на еропейската музика също е силно поради факта, че робите често са били принуждавани да свирят на своите господари. Текстовете на песните са свързани с всекидневния живот, като го представят по лек, хумористичен начин.
Златните години на менто са през 1950-те години, а десетилетие по-късно менто бива изместено от новите стилове – ска, рокстеди, реге. Въпреки това, менто все още се изпълнява в Ямайка, главно в туристическите райони на страната.